# E903
La ruta europea E903 és una carretera que forma part de la Xarxa de carreteres europees. Comença a Mèrida (Extremadura) i finalitza a Alacant (País Valencià). Té una longitud de 672 km. Té una orientació d'oest a est.